# کاراپینار (اورتاکوی)
کاراپینار (به ترکی استانبولی: Karapınar) یک منطقهٔ مسکونی در ترکیه است که در اورتاکوی (آق‌سرای) واقع شده‌است.